# All For You (中山美穂のアルバム)
『All For You』（オール・フォー・ユー）は、中山美穂の11作目のスタジオ・アルバム。1990年3月16日にキングレコードより発売された。規格品番はKICS-10。

## 背景
帯コピー：ふるえる心で精いっぱいの 愛をもっとささげあえたら…。
当初は「Heart Wind」の仮タイトルにて1990年3月1日に発売予定だったが、このアルバムのレコーディング時期に中山本人に親知らずが生えた為、その痛みに耐えながらレコーディングが行われた。スタッフからはOKが出ていたものの、本人は自分の歌声を聴き「あ、ここ痛そうに歌ってしまってる」というのが気になり、ボーカルを全て録り直しとなった為に発売延期となり、タイトルも「All For You」と改題されて3月16日に発売となった。収録内容は全編バラード調の曲で構成されている。
シングル「Midnight Taxi」、「セミスウィートの魔法」はアルバム・バージョンで収録されている。
9曲目の自作曲「Koiiro」は、テレビ朝日系『ミュージックステーション』（1990年3月9日放送分）で披露された。

## 収録曲
| #         | タイトル                            | 作詞      | 作曲          | 編曲                                | 時間  |
| --------- | ----------------------------------- | --------- | ------------- | ----------------------------------- | ----- |
| 1.        | 「Introduction to ″All For You″」   | -         | 十川知司      | 十川知司                            | 0:49  |
| 2.        | 「Save Your Love」                  | 中山美穂  | Cindy         | 鳥山雄司                            | 4:54  |
| 3.        | 「Lonely Girl」                     | 戸沢暢美  | 鳴海寛・Cindy | 鳥山雄司 (コーラスアレンジ) 鳴海寛  | 4:16  |
| 4.        | 「Semi-sweet Magic」(Album Version) | 松井五郎  | Cindy         | Rod Antoon (コーラスアレンジ) Cindy | 5:22  |
| 5.        | 「My Love Is All For You」          | 中山美穂  | 中山美穂      | 十川知司                            | 5:46  |
| 6.        | 「Midnight Taxi」(Album Version)    | 飛鳥涼    | 飛鳥涼        | 十川知司                            | 5:01  |
| 7.        | 「Sail In Your Arms」               | 岩里祐穂  | 上田知華      | 十川知司                            | 4:57  |
| 8.        | 「Heaven Knows」                    | 岩里祐穂  | 上田知華      | 十川知司                            | 4:50  |
| 9.        | 「Koiiro」                          | 中山美穂  | 中山美穂      | 十川知司                            | 6:14  |
| 合計時間: | 合計時間:                           | 合計時間: | 合計時間:     | 合計時間:                           | 42:15 |

### 曲解説
1. Introduction to ″All For You″
2. Save Your Love
  - 「セミスウィートの魔法（Semi-sweet Magic）」のカップリング曲。
3. Lonely Girl
4. Semi-sweet Magic（Album Version）
  - 1週間後にリカットされたシングル「セミスウィートの魔法」のアルバムバージョン。
5. My Love Is All For You
  - 中山自身による作詞作曲。
6. Midnight Taxi（Album Version）
  - イントロなどが異なるアルバムバージョン。
7. Sail In Your Arms
8. Heaven Knows
9. Koiiro
  - 中山自身による作詞作曲。

## 再発盤
- 1992年11月21日 - CD（廉価盤 KICS-272）
- 2015年10月14日 - CD（廉価盤 KICS-3271）
2015年リマスタリング仕様で「30th Anniversary Original Album Collection」として、これまでにリリースしたアルバムのうち25作品が同日再発売された[2]。